# Золотой (Ростовская область)
Золото́й — хутор в Морозовском районе Ростовской области.
Входит в состав Гагаринского сельского поселения.

## Население
| 2010 |
| ---- |
| 51   |

## Улицы
На хуторе имеется одна улица — Золотая.